# Перриман, Брешад
Брешад Перриман (англ. Breshad Perriman; 10 сентября 1993, Литония, Джорджия) — профессиональный футболист, выступающий на позиции уайд ресивера в клубе НФЛ «Индианаполис Колтс». На студенческом уровне играл за команду университета Центральной Флориды. На драфте НФЛ 2015 года был выбран в первом раунде под общим двадцать шестым номером.

## Биография

### Любительская карьера
Брешад Перриман родился 10 сентября 1993 года. Его отец Бретт был профессиональным футболистом, выступавшим в НФЛ в течение десяти лет. Он учился в трёх различных школах, последней из которых стала Арабия Маунтин. Перриман два года выступал за школьную футбольную команду, участвовал в соревнованиях по лёгкой атлетике. После выпуска эксперты сайта ESPN поставили его на 221 место среди всех принимающих в стране. Имея несколько предложений спортивной стипендии, он сделал выбор в пользу Университета Центральной Флориды.
По итогам первого сезона в составе «ЮСФ Найтс» Брешад был включён в символическую сборную новичков конференции США. В играх за команду он сделал 26 приёмов на 388 ярдов, став третьим в истории университета дебютантом по этим показателям. В 2013 году Перриман вышел в стартовом составе в десяти матчах «Найтс» и стал лучшим ресивером команды по среднему числу набранных за приём ярдов. В трёх играх сезона он набирал не менее ста ярдов. Сезон 2014 года стал для него последним в NCAA. В играх чемпионата он сделал 50 приёмов на 1044 ярда и занёс девять тачдаунов, став первым с 2006 года ресивером «Найтс» с более чем 1000 ярдов за сезон.

#### Статистика выступлений в NCAA
| Сезон | Команда   | Игры | Приём | Приём | Приём | Приём | Вынос | Вынос | Вынос | Вынос |
| Сезон | Команда   | Игры | Rec   | Yds   | Y/A   | TD    | Att   | Yds   | Y/A   | TD    |
| ----- | --------- | ---- | ----- | ----- | ----- | ----- | ----- | ----- | ----- | ----- |
| 2012  | ЮСФ Найтс | 14   | 26    | 388   | 14,9  | 3     | 0     | 0     | 0,0   | 0     |
| 2013  | ЮСФ Найтс | 12   | 39    | 811   | 20,8  | 4     | 0     | 0     | 0,0   | 0     |
| 2014  | ЮСФ Найтс | 13   | 50    | 1044  | 20,9  | 9     | 1     | 0     | 0,0   | 0     |
| Всего | Всего     | 39   | 115   | 2243  | 19,5  | 16    | 1     | 0     | 0,0   | 0     |

### Профессиональная карьера
В 2015 году Перриман выставил свою кандидатуру на драфт НФЛ. Эксперт сайта лиги Лэнс Зирлейн отмечал редкое сочетание его габаритов и скорости. Минусом он называл большое число неудачных приёмов мяча, которое частично компенсировалось способностью игрока набирать большое число ярдов за попытку. Схожего мнения придерживался и журналист CBS Бо Маркьонте.
В первом раунде драфта он был выбран клубом «Балтимор Рэйвенс». Во время тренировочных сборов Перриман получил травму колена и пропустил сезон 2015 года полностью. К следующему чемпионату он вернулся в состав и провёл неплохой сезон за «Рэйвенс», сделав 33 приёма с тремя тачдаунами. Подобные цифры не полностью соответствовали ожиданиям тренеров команды от игры спортсмена, выбранного в первом раунде. В 2017 году к игровым добавились и психологические проблемы. В играх регулярного чемпионата он сделал всего 10 приёмов на 77 ярдов.
В сентябре 2018 года «Балтимор» отчислил его. Спустя несколько дней Перриман подписал контракт с «Вашингтоном», но почти сразу же покинул команду. В середине октября он подписал соглашение с «Браунс», которым был нужен принимающий после травм Рашарда Хиггинса и Деррика Уиллиса.
В составе «Кливленда» Перриман сыграл десять матчей регулярного чемпионата, сделав 16 приёмов на 340 ярдов с двумя тачдаунами. Весной в «Браунс» пришёл Оделл Бекхэм и руководство клуба решило не предлагать ему новый контракт. В марте он подписал однолетнее соглашение с «Бакканирс» на сумму 4 млн долларов. В 2019 году Перриман стал одним сюрпризов сезона, в последних пяти играх регулярного чемпионата набрав 506 ярдов с пятью тачдаунами. После его завершения он получил статус свободного агента и подписал годичный контракт на 8 млн долларов с «Нью-Йорк Джетс», которым требовался принимающий для замены ушедшего Робби Андерсона. В 2020 году Перриман сыграл в двенадцати матчах, набрав 505 ярдов. После окончания чемпионата он покинул «Джетс» и весной 2021 года заключил соглашение с «Детройтом». 
За «Лайонс» он не сыграл ни одного матча, затем провёл некоторое время в составе «Чикаго Беарс», после чего вернулся в «Тампу-Бэй». В составе «Бакканирс» в 2021 году Перриман набрал на приёме всего 167 ярдов, но его единственный тачдаун в сезоне стал 700-м в карьере Тома Брэди. В марте 2022 года он подписал новый однолетний контракт с клубом. В регулярном чемпионате он провёл за клуб одиннадцать игр, сделав всего девять приёмов на 110 ярдов с одним тачдауном. После окончания сезона Перриман получил статус свободного агента и подписал однолетнее соглашение с «Индианаполисом».

#### Статистика выступлений в НФЛ

##### Регулярный чемпионат
| Сезон | Команда             | Игры | Приём | Приём | Приём | Приём | Вынос | Вынос | Вынос | Вынос |
| Сезон | Команда             | Игры | Rec   | Yds   | Y/A   | TD    | Att   | Yds   | Y/A   | TD    |
| ----- | ------------------- | ---- | ----- | ----- | ----- | ----- | ----- | ----- | ----- | ----- |
| 2015  | Балтимор Рэйвенс    | 0    | 0     | 0     | 0,0   | 0     | 0     | 0     | 0,0   | 0     |
| 2016  | Балтимор Рэйвенс    | 16   | 33    | 499   | 15,1  | 3     | 1     | 2     | 2,0   | 0     |
| 2017  | Балтимор Рэйвенс    | 11   | 10    | 77    | 7,7   | 0     | 0     | 0     | 0,0   | 0     |
| 2018  | Кливленд Браунс     | 10   | 16    | 340   | 21,3  | 2     | 4     | 2     | 0,5   | 0     |
| 2019  | Тампа-Бэй Бакканирс | 14   | 36    | 645   | 17,9  | 6     | 2     | 16    | 8,0   | 0     |
| 2020  | Нью-Йорк Джетс      | 12   | 30    | 505   | 16,8  | 3     | 1     | 6     | 6,0   | 0     |
| 2021  | Тампа-Бэй Бакканирс | 6    | 11    | 167   | 15,2  | 1     | 1     | -3    | -3,0  | 0     |
| 2022  | Тампа-Бэй Бакканирс | 11   | 9     | 110   | 12,2  | 1     | 2     | -7    | -3,5  | 0     |
| Всего | Всего               | 80   | 145   | 2343  | 16,2  | 16    | 11    | 16    | 1,5   | 0     |

##### Плей-офф
| Сезон | Команда             | Игры | Приём | Приём | Приём | Приём | Вынос | Вынос | Вынос | Вынос |
| Сезон | Команда             | Игры | Rec   | Yds   | Y/A   | TD    | Att   | Yds   | Y/A   | TD    |
| ----- | ------------------- | ---- | ----- | ----- | ----- | ----- | ----- | ----- | ----- | ----- |
| 2021  | Тампа-Бэй Бакканирс | 1    | 1     | 5     | 5,0   | 0     | 0     | 0     | 0,0   | 0     |
| Всего | Всего               | 1    | 1     | 5     | 5,0   | 0     | 0     | 0     | 0,0   | 0     |